# Hank Braxtan
Henry Russell „Hank“ Braxtan (* 27. April 1980 in Grand Junction, Colorado) ist ein US-amerikanischer Filmschaffender und Filmschauspieler.

## Leben
Braxtan wurde am 27. April 1980 in Grand Junction, Colorado, geboren, wo er auch aufwuchs. 1998 schloss er sich der United States Army an, in der er als Geheimdienstanalytiker diente. Er stieg bis in den Rang des Staff Sergeant auf. Nach seinem Austritt aus der Armee im Jahr 2005 besuchte er für kurze Zeit eine Filmschule. Während dieser Zeit entstanden unter anderen die Kurzfilme Freddy vs Ghostbusters, Artsy Fartsy und Four More Years of Vader. Von 2005 bis 2006 machte er seinen Bachelor of Fine Arts an der University of Colorado Denver in den Fächern Film, Kino und Video. In den nächsten Jahren folgten eine Reihe von Kurzfilmen, in denen er in verschiedenen Tätigkeitsbereichen zuständig war. Außerdem realisierte er die Fernsehserien Sports Jobs with Junior Seau, Next Stop for Charlie, Ice Brigade, The Car Show, Strangers in Danger und The Shed zwischen 2009 und 2013. Seit dem 18. Mai 2012 ist er mit der US-amerikanischen Schauspielerin Arielle Brachfeld verheiratet. Seinen Fokus wechselte er dann danach auf Filme, die über monströse Kreaturen handeln. So erschien 2015 Maneater – Der Tod aus der Kälte, 2020 Dragon Soldiers und 2021 Jurassic Hunt.

## Filmografie (Auswahl)

### Produktion
- 2004 Freddy vs Ghostbusters (Kurzfilm)
- 2004 Artsy Fartsy (Kurzfilm)
- 2005 Four More Years of Vader (Kurzfilm)
- 2007: Tim's Dates (Fernsehfilm)
- 2006 The Denver Ninja Posse (Kurzfilm)
- 2005 Another Man's Patriot (Kurzfilm)
- 2005 Indie Film Adventures (Kurzfilm)
- 2007: Destination Truth (Fernsehserie, Episode 1x02)
- 2007: Return of the Ghostbusters
- 2009: The House That Jack Built
- 2009: ESPYS Backstage (Fernsehdokumentation)
- 2009–2010: Sports Jobs with Junior Seau (Fernsehserie, 10 Episoden)
- 2010: Evil Deeds 2
- 2010: Epic Mission (Kurzfilm)
- 2010: Epic Disaster (Kurzfilm)
- 2010–2011: Next Stop for Charlie (Fernsehserie, 10 Episoden)
- 2011: Ice Brigade (Fernsehserie, 7 Episoden)
- 2011: The Car Show (Fernsehserie, 15 Episoden)
- 2011: Strangers in Danger (Fernsehserie, 14 Episoden)
- 2011: Blood Effects
- 2013: The Shed (Fernsehserie, 6 Episoden)
- 2014: Chemical Peel
- 2015: My Child Sees Dead People
- 2015: Head (Kurzfilm)
- 2016: Spotlight Arts (Fernsehdokuserie)
- 2016: Adam Sessler & the Interesting People (Fernsehserie)
- 2016: Endgame (Fernsehserie)
- 2016: Blame It on Science (Fernsehserie)
- 2017: Pittsburgh Steelers 360 Experience (Kurzfilm)
- 2017: The Last Movie Star
- 2017: Against the Night
- 2018: Philadelphia Eagles Road to the Super Bowl (Kurzfilm)
- 2018: Snake Outta Compton
- 2020: Dragon Soldiers
- 2020: The Horror Crowd (Dokumentation)
- 2021: The Monster (Kurzfilm)
- 2021: Jurassic Hunt

### Regie
- 2004: Freddy vs Ghostbusters
- 2004: Artsy Fartsy (Kurzfilm)
- 2005: Four More Years of Vader (Kurzfilm)
- 2005: Indie Film Adventures (Kurzfilm)
- 2005: Another Man's Patriot (Kurzfilm)
- 2006: The Denver Ninja Posse (Kurzfilm)
- 2007: Return of the Ghostbusters
- 2010: Evil Deeds 2
- 2011: The Car Show (Fernsehserie, 15 Episoden)
- 2011: Blood Effects
- 2014: Chemical Peel
- 2015: Maneater – Der Tod aus der Kälte (Unnatural)
- 2016: Adam Sessler & the Interesting People (Fernsehserie)
- 2018: Snake Outta Compton
- 2019: Chemical Peel
- 2019: Chronic Horror (Miniserie)
- 2020: Haus of Horror (Miniserie)
- 2020: Dragon Soldiers
- 2021: Jurassic Hunt

### Drehbuch
- 2004: Freddy vs Ghostbusters (Kurzfilm)
- 2004: Artsy Fartsy (Kurzfilm)
- 2005: Four More Years of Vader (Kurzfilm)
- 2005: Indie Film Adventures (Kurzfilm)
- 2005: Another Man's Patriot (Kurzfilm)
- 2007: Return of the Ghostbusters
- 2008: ESPY Awards
- 2009: 2009 ESPY Awards
- 2012: Next Stop for Charlie (Fernsehserie, Episode 2x02)
- 2014: Chemical Peel
- 2017: Dead Ant – Monsters vs. Metal
- 2018: Snake Outta Compton
- 2020: Dragon Soldiers
- 2021: The Monster (Kurzfilm)

### Filmschnitt
- 2004: Freddy vs Ghostbusters (Kurzfilm)
- 2005: Four More Years of Vader (Kurzfilm)
- 2005: Indie Film Adventures (Kurzfilm)
- 2007: Return of the Ghostbusters
- 2013: 30 for 30 (Fernsehdokuserie, Episode 2x12)
- 2014: 2014 ESPY Awards: Drake vs Blake
- 2014: Chemical Peel
- 2014: Disney Parks Frozen Christmas Celebration
- 2015: Maneater – Der Tod aus der Kälte (Unnatural)
- 2018: Snake Outta Compton
- 2018: Telethon for America
- 2020: Ethnically Ambiguous (Fernsehserie, Episode 1x01)

### Kamera
- 2004: Freddy vs Ghostbusters (Kurzfilm)
- 2004: Artsy Fartsy (Kurzfilm)
- 2018–2019: Collection Complete (Fernsehserie, 4 Episoden)
- 2021: The Monster (Kurzfilm)

### Schauspiel
- 2004: Freddy vs Ghostbusters (Kurzfilm)
- 2004: Artsy Fartsy (Kurzfilm)
- 2005: Four More Years of Vader (Kurzfilm)
- 2007: Return of the Ghostbusters
- 2009: Life Blood
- 2020: Dragon Soldiers